# Inicjatywa obywatelska
Inicjatywa obywatelska – sposób, w jaki petycja podpisana przez konkretną minimalną liczbę obywateli może wymusić przeprowadzenie referendum.
Inicjatywa może mieć formułę inicjatywy bezpośredniej lub niebezpośredniej. W przypadku bezpośredniej, rozwiązanie trafia bezpośrednio pod referendum po zgłoszeniu petycji. W przypadku niebezpośredniej, trafia ono najpierw do parlamentu, a potem pod referendum tylko, jeśli parlament je przyjął. 
Inicjatywa może dotyczyć propozycji ustawy, poprawki do konstytucji lub uchwały lokalnej, lub po prostu obligować rząd lub parlament do rozważenia kwestii. Jest formą demokracji bezpośredniej.
W pełnej formie funkcjonuje w Szwajcarii. Podobne mechanizmy funkcjonują też w Kolumbii Brytyjskiej, Finlandii, Francji, Niemczech, Nowej Zelandii, Filipinach, a także części Stanów Zjednoczonych.